# ميتشيل إس. باك
ميتشيل إس. باك (بالإنجليزية: Mitchell Starrett Buck)‏ هو مترجم وشاعر أمريكي، ولد في 10 فبراير 1887، وتوفي في 12 مايو 1959.